# 池之上站
池之上站（日语：／ Ikenoue eki */?）是一個位於東京都世田谷區代澤二丁目，屬於京王電鐵井之頭線的鐵路車站。車站編號是IN04。

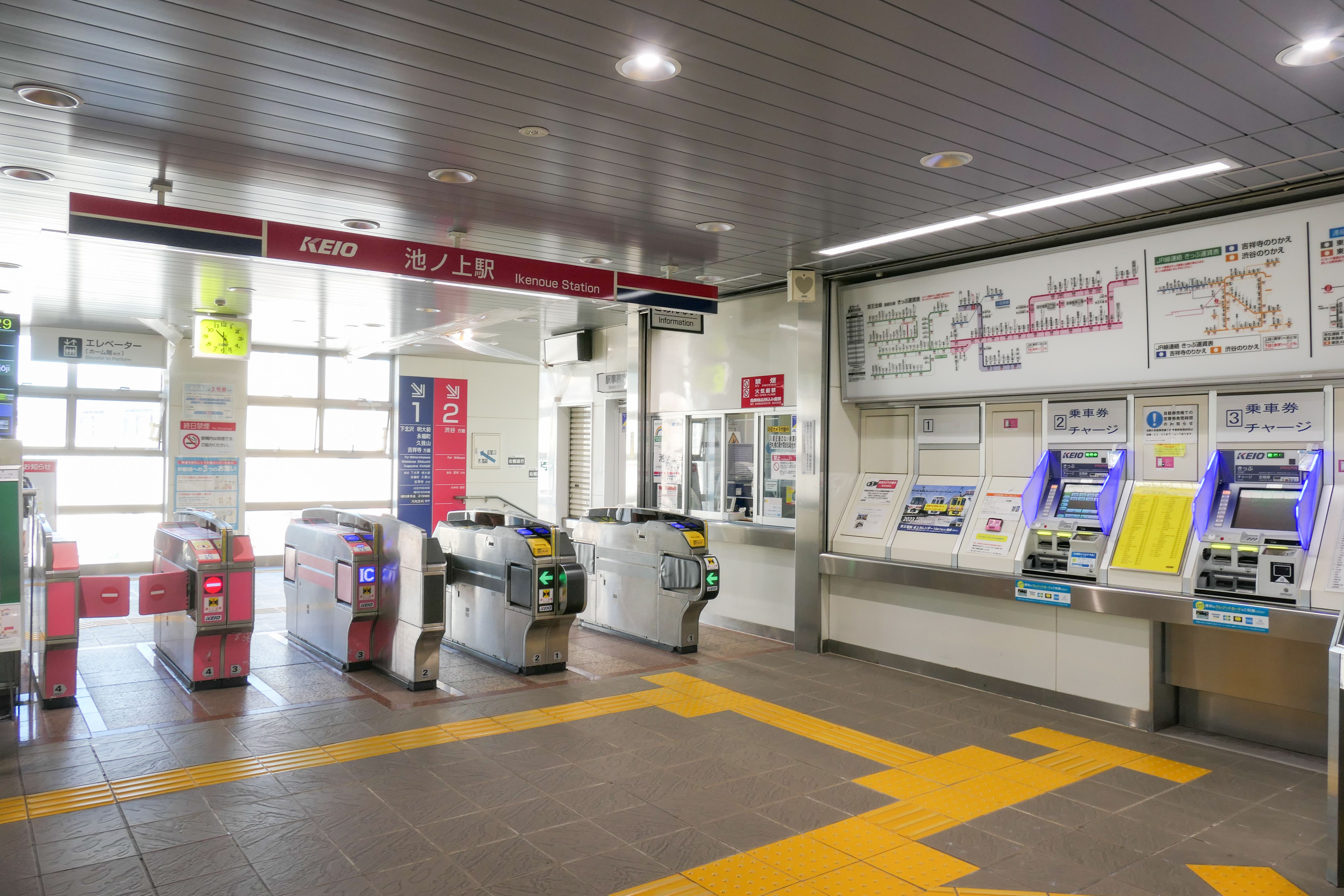
檢票口（2022年12月）

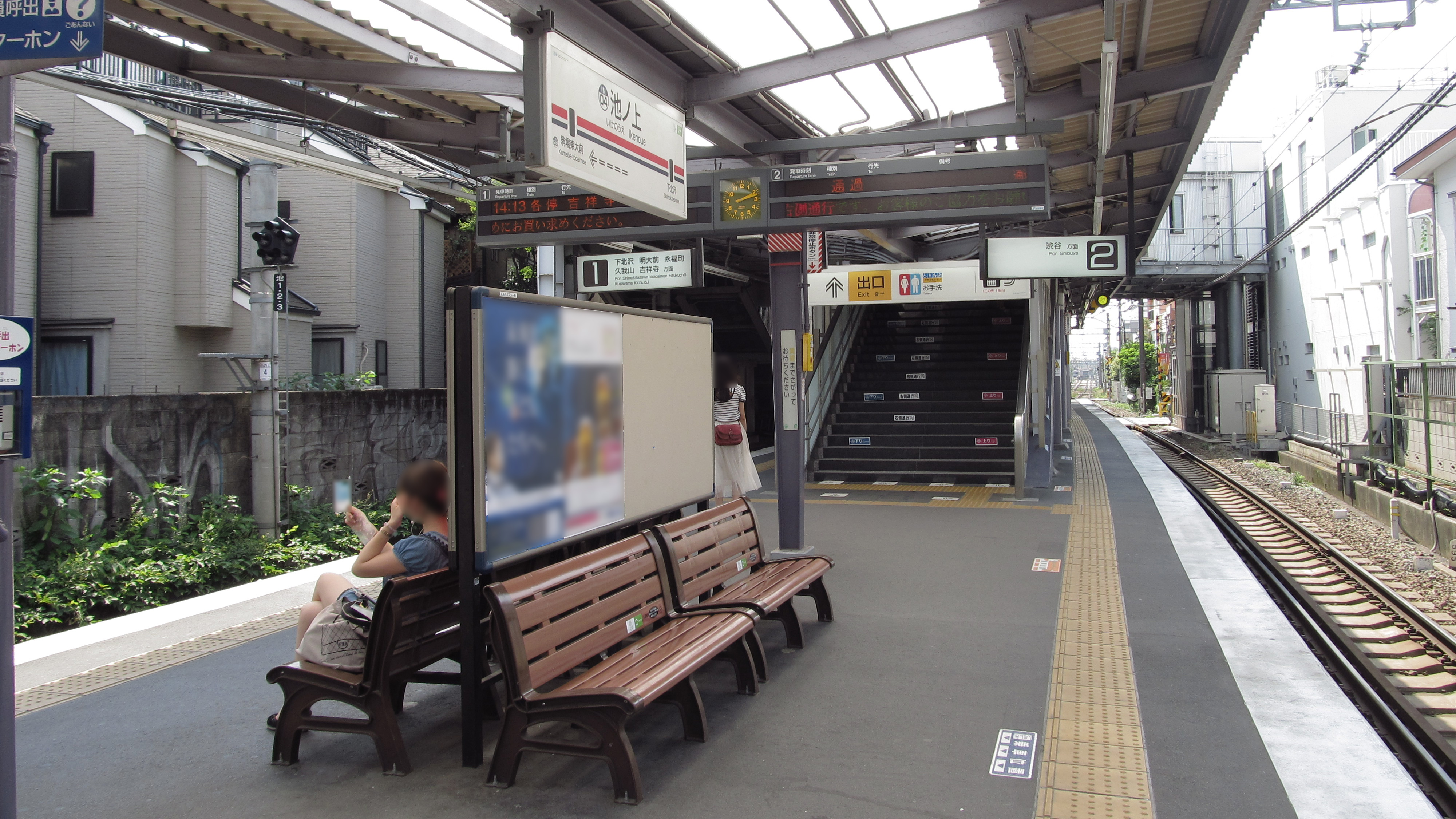
月台（2013年7月）

## 歷史
- 1933年（昭和8年）8月1日 - 隸屬於帝都電鐵的車站開始營運。
- 1940年（昭和15年）5月1日 - 與小田原急行鐵道合併，成為該公司帝都線的車站。
- 1942年（昭和17年）5月1日 - 小田急電鐵與東京急行電鐵（大東急）合併。
- 1948年（昭和23年）6月1日 - 從東急分離，成立京王帝都電鐵，成為該公司井之頭線的車站。

## 車站構造
此車站是擁有跨站式站房的地面車站，配置有1面2線的島式月台。2006年3月進行車站改善工程，同時也將車站進行無障礙化改造。雖然有2座出入口，但由於改善工程中設置了中央通道與月台、南北側出入口共3座電梯，空間被挪用，北側出入口僅有電梯而無樓梯。
洗手間原設於月台上，站房工程完工後改設於2樓的車站閘口內。基於通用設計的觀點，設有無障礙洗手間。

### 月台配置
| 月台 | 路線     | 方向 | 目的地                                     |
| ---- | -------- | ---- | ------------------------------------------ |
| 1    | 井之頭線 | 下行 | 下北澤、明大前、永福町、久我山、吉祥寺方向 |
| 2    | 井之頭線 | 上行 | 澀谷方向                                   |

## 使用情況
2016年度的1日平均上下車人次為10,050人。上下車乘客人數及乘車人數變化如下所記。
| 年度               | 1日平均 上下車人次 | 1日平均 上車人次 | 來源   |
| ------------------ | ------------------ | ---------------- | ------ |
| 1955年（昭和30年） | 14,223             |                  |        |
| 1960年（昭和35年） | 19,412             |                  |        |
| 1965年（昭和40年） | 23,144             |                  |        |
| 1970年（昭和45年） | 18,381             |                  |        |
| 1975年（昭和50年） | 16,763             |                  |        |
| 1980年（昭和55年） | 13,783             |                  |        |
| 1985年（昭和60年） | 12,703             |                  |        |
| 1990年（平成02年） | 12,939             | 6,375            | [ 5 ]  |
| 1991年（平成03年） |                    | 6,396            | [ 6 ]  |
| 1992年（平成04年） |                    | 6,351            | [ 7 ]  |
| 1993年（平成05年） |                    | 6,167            | [ 8 ]  |
| 1994年（平成06年） |                    | 5,929            | [ 9 ]  |
| 1995年（平成07年） | 11,865             | 5,850            | [ 10 ] |
| 1996年（平成08年） |                    | 5,671            | [ 11 ] |
| 1997年（平成09年） |                    | 5,427            | [ 12 ] |
| 1998年（平成10年） |                    | 5,301            | [ 13 ] |
| 1999年（平成11年） |                    | 5,128            | [ 14 ] |
| 2000年（平成12年） | 10,445             | 5,107            | [ 15 ] |
| 2001年（平成13年） |                    | 5,189            | [ 16 ] |
| 2002年（平成14年） |                    | 5,115            | [ 17 ] |
| 2003年（平成15年） |                    | 5,183            | [ 18 ] |
| 2004年（平成16年） |                    | 5,077            | [ 19 ] |
| 2005年（平成17年） | 9,997              | 4,877            | [ 20 ] |
| 2006年（平成18年） | 10,219             | 5,047            | [ 21 ] |
| 2007年（平成19年） | 10,017             | 5,093            | [ 22 ] |
| 2008年（平成20年） | 9,542              | 4,860            | [ 23 ] |
| 2009年（平成21年） | 9,351              |                  | [ 24 ] |
| 2010年（平成22年） |                    |                  | [ 25 ] |
| 2011年（平成23年） |                    |                  | [ 26 ] |
| 2012年（平成24年） |                    |                  |        |
| 2013年（平成25年） | 9,660              |                  |        |
| 2014年（平成26年） | 9,864              |                  |        |
| 2015年（平成27年） | 10,102             |                  |        |
| 2016年（平成28年） | 10,050             |                  |        |

## 車站周邊

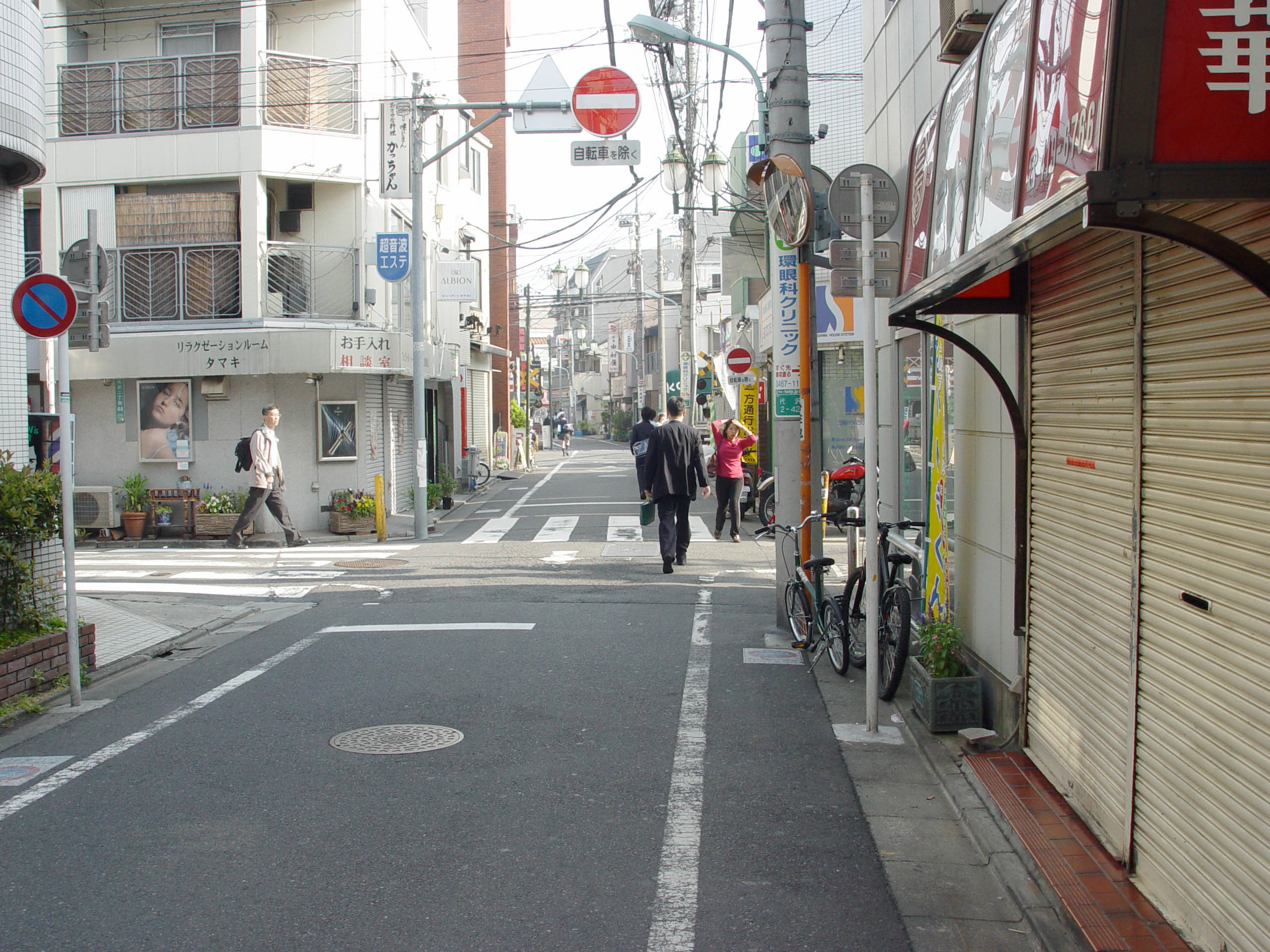
站前商店街

車站出入口面對東京都道420號鮫洲大山線。該道路與車站西側的鐵道呈平面交叉，但因路幅僅5-6m的程度，沒有足夠的空間形成站前廣場。該道路周邊有商業區、安哥拉駐日大使館，以及池之上站前郵便局。至下北澤站步行約8分左右。周邊一帶是閑靜的住宅區。
附近有松蔭中學校、高等學校之外，南側約步行20分鐘的距離有駒場學園高等學校，在此站不乏見到通學學生。

## 相鄰車站
京王電鐵
 井之頭線
■急行
通過
■各站停車
駒場東大前（IN03）－池之上（IN04）－下北澤（IN05）

## 關連項目
- 日本鐵路車站列表

## 外部連結
- 池之上 - 京王電鐵